# Бессоновское муниципальное образование (Новоузенский район)
Бессоновское муниципальное образование— сельское поселение в составе Новоузенского района Саратовской области. Административный центр — село Бессоновка. На территории поселения находятся 2 населённых пункта — 1 село, 1 посёлок .

## Население
| 2010 | 2011 | 2012 | 2013 | 2014 | 2015 | 2016 |
| ---- | ---- | ---- | ---- | ---- | ---- | ---- |
| 543  | ↘542 | ↘541 | ↗542 | ↘538 | ↗540 | ↘529 |
| 2017 | 2018 | 2019 | 2020 | 2021 |      |      |
| ↘512 | ↘501 | ↘491 | ↘486 | ↗489 |      |      |

## Состав сельского поселения
| № | Населённый пункт | Тип населённого пункта       | Население |
| - | ---------------- | ---------------------------- | --------- |
| 1 | Бессоновка       | село, административный центр | ↘410      |
| 2 | Таловка          | посёлок                      | ↘133      |